# 刺果血桐
刺果血桐（学名：Macaranga auriculata）为大戟科血桐属下的一个种。

## 扩展阅读
- 維基物種上的相關：刺果血桐